# Championnats du monde de cyclo-cross 2009
Navigation
Édition précédente Édition suivante
Les championnats du monde de cyclo-cross 2009 ont lieu le 31 janvier et le 1er février 2009 à Hoogerheide, aux Pays-Bas.

## Organisation
Les championnats du monde sont organisés sous l'égide de l'Union cycliste internationale par la fondation qui organise le Grand Prix Adrie van der Poel (Stichting Grote Prijs Adrie van der Poel), course de cyclo-cross ayant lieu annuellement à Hoogerheide.

## Résultats

### Hommes
| Épreuves        | Or                | Argent              | Bronze            |
| --------------- | ----------------- | ------------------- | ----------------- |
| Élites          | Niels Albert      | Zdeněk Štybar       | Sven Nys          |
| Moins de 23 ans | Philipp Walsleben | Christoph Pfingsten | Pawel Szczepaniak |
| Juniors         | Tijmen Eising     | Corné van Kessel    | Alexandre Billon  |

### Femmes
| Épreuves | Or           | Argent            | Bronze            |
| -------- | ------------ | ----------------- | ----------------- |
| Élites   | Marianne Vos | Hanka Kupfernagel | Katherine Compton |

## Classements

### Course masculine
| Pos.                               | Cycliste              | Pays               | Temps           |
| ---------------------------------- | --------------------- | ------------------ | --------------- |
| Médaille d'or, Coupe du Monde      | Niels Albert          | Belgique           | 1 h 02 min 24 s |
| Médaille d'argent, Coupe du Monde  | Zdeněk Štybar         | République tchèque | + 22 s          |
| Médaille de bronze, Coupe du Monde | Sven Nys              | Belgique           | + 38 s          |
| 4.                                 | Bart Wellens          | Belgique           | + 1 min 10 s    |
| 5.                                 | Francis Mourey        | France             | + 1 min 23 s    |
| 6.                                 | Kevin Pauwels         | Belgique           | + 1 min 23 s    |
| 7.                                 | Sven Vanthourenhout   | Belgique           | + 1 min 24 s    |
| 8.                                 | Simon Zahner          | Suisse             | + 1 min 24 s    |
| 9.                                 | Steve Chainel         | France             | + 1 min 24 s    |
| 10.                                | Klaas Vantornout      | Belgique           | + 1 min 24 s    |
| 11.                                | Marco Aurelio Fontana | Italie             | + 1 min 24 s    |
| 12.                                | Thijs Al              | Pays-Bas           | + 1 min 24 s    |
| 13.                                | Enrico Franzoi        | Italie             | + 1 min 25 s    |
| 14.                                | Jonathan Lopez        | France             | + 1 min 26 s    |
| 15.                                | Christian Heule       | Suisse             | + 1 min 29 s    |
| 16.                                | Gerben de Knegt       | Pays-Bas           | + 1 min 50 s    |
| 17.                                | Petr Dlask            | République tchèque | + 1 min 51 s    |
| 18.                                | Kamil Ausbuher        | République tchèque | + 1 min 51 s    |
| 19.                                | Erwin Vervecken       | Belgique           | + 1 min 51 s    |
| 20.                                | Lars Boom             | Pays-Bas           | + 1 min 51 s    |

### Course féminine
| Pos.                               | Cycliste             | Pays       | Temps       |
| ---------------------------------- | -------------------- | ---------- | ----------- |
| Médaille d'or, Coupe du Monde      | Marianne Vos         | Pays-Bas   | 42 min 39 s |
| Médaille d'argent, Coupe du Monde  | Hanka Kupfernagel    | Allemagne  | + 1 s       |
| Médaille de bronze, Coupe du Monde | Katherine Compton    | États-Unis | + 2 s       |
| 4.                                 | Sanne van Paassen    | Pays-Bas   | + 29 s      |
| 5.                                 | Caroline Mani        | France     | + 29 s      |
| 6.                                 | Sanne Cant           | Belgique   | + 29 s      |
| 7.                                 | Daphny van den Brand | Pays-Bas   | + 30 s      |
| 8.                                 | Mirjam Melchers      | Pays-Bas   | + 30 s      |
| 9.                                 | Eva Lechner          | Italie     | + 31 s      |
| 10.                                | Maryline Salvetat    | France     | + 31 s      |

### Course moins de 23 ans
| Pos.                               | Cycliste            | Pays      | Temps       |
| ---------------------------------- | ------------------- | --------- | ----------- |
| Médaille d'or, Coupe du Monde      | Philipp Walsleben   | Allemagne | 52 min 48 s |
| Médaille d'argent, Coupe du Monde  | Christoph Pfingsten | Allemagne | + 21 s      |
| Médaille de bronze, Coupe du Monde | Pawel Szczepaniak   | Pologne   | + 21 s      |
| 4.                                 | Cristian Cominelli  | Italie    | + 21 s      |
| 5.                                 | Sascha Weber        | Allemagne | + 24 s      |
| 6.                                 | Quentin Bertholet   | Belgique  | + 25 s      |
| 7.                                 | Guillaume Perrot    | France    | + 29 s      |
| 8.                                 | Ramon Sinkeldam     | Pays-Bas  | + 30 s      |
| 9.                                 | Clément Bourgoin    | France    | + 30 s      |
| 10.                                | Marek Konwa         | Pologne   | + 33 s      |

### Course juniors
| Pos.                               | Cycliste                | Pays               | Temps       |
| ---------------------------------- | ----------------------- | ------------------ | ----------- |
| Médaille d'or, Coupe du Monde      | Tijmen Eising           | Pays-Bas           | 40 min 06 s |
| Médaille d'argent, Coupe du Monde  | Corné van Kessel        | Pays-Bas           | + 25 s      |
| Médaille de bronze, Coupe du Monde | Alexandre Billon        | France             | + 25 s      |
| 4.                                 | Wietse Bosmans          | Belgique           | + 25 s      |
| 5.                                 | Lars van der Haar       | Pays-Bas           | + 25 s      |
| 6.                                 | Luca Braidot            | Italie             | + 26 s      |
| 7.                                 | Jan Nesvadba            | République tchèque | + 26 s      |
| 8.                                 | Daniele Braidot         | Italie             | + 26 s      |
| 9.                                 | Sean De Bie             | Belgique           | + 26 s      |
| 10.                                | Michiel van der Heijden | Pays-Bas           | + 26 s      |

## Tableau des médailles
| Rang | Nation     | Or | Argent | Bronze | Total |
| ---- | ---------- | -- | ------ | ------ | ----- |
| 1    | Pays-Bas   | 2  | 1      | 0      | 3     |
| 2    | Allemagne  | 1  | 2      | 0      | 3     |
| 3    | Belgique   | 1  | 0      | 1      | 2     |
| 4    | Tchéquie   | 0  | 1      | 0      | 1     |
| 5    | France     | 0  | 0      | 1      | 1     |
| 5    | Pologne    | 0  | 0      | 1      | 1     |
| 5    | États-Unis | 0  | 0      | 1      | 1     |